# 愛の陽
「愛の陽」（あいのひ）は、高垣彩陽の楽曲。只野菜摘が作詞、Elements GardenのEvan Callが作曲を手掛けた。高垣の8枚目のシングルとして2014年10月8日にMusicRay'nから発売された。

## 音楽性
高垣彩陽初のノンタイアップシングル。クラシックとポップスが混ざったような楽曲を制作したいという高垣の想いから、オーケストラの譜面を書くことができるElements GardenのEvan Callに作曲を依頼した。また、壮大な音楽に似合う歌詞を、只野菜摘に依頼した。
PVは、ロケで撮影が行われ、「前進」を象徴する生き物として馬が登場している。

## シングルリリース
2014年10月8日にMusicRay'nから発売された。高垣のシングルとしては前作「風になる」から約4か月ぶりのリリースとなる。
販売形態は初回生産限定盤（SMCL-353/4）と通常盤（SMCL-355）の2種リリースで、初回生産限定盤には本曲のPVとTVスポットを収録したDVDが同梱されている。

## シングル収録内容
| #         | タイトル             | 作詞        | 作曲         | 編曲      | 時間  |
| --------- | -------------------- | ----------- | ------------ | --------- | ----- |
| 1.        | 「愛の陽」           | 只野菜摘    | Evan Call    | Evan Call | 5:58  |
| 2.        | 「3 leaf clover」    | mavie       | 川崎里実     | 清水哲平  | 4:59  |
| 3.        | 「Over The Rainbow」 | Yip Harburg | Harold Arlen | 籠島裕昌  | 3:09  |
| 合計時間: | 合計時間:            | 合計時間:   | 合計時間:    | 合計時間: | 14:07 |

| #  | タイトル                        | 作詞 | 作曲・編曲 |
| -- | ------------------------------- | ---- | ---------- |
| 1. | 「愛の陽」(Music Clip)          |      |            |
| 2. | 「愛の陽」(TV Spot 15sec+30sec) |      |            |